# بلک سبث (آلبوم)
بلک سبث (به انگلیسی: Black Sabbath) نخستین آلبوم استودیویی از گروه موسیقی راک بریتانیایی بلک سبث است. این آلبوم در ۱۳ فوریه ۱۹۷۰ توسط ورتیگو رکوردز در بریتانیا و در ۱ ژوئن ۱۹۷۰ توسط وارنر رکوردز در ایالات متحده آمریکا منتشر شد.